# Puffin Island (Anglesey)
Pour les articles homonymes, voir Puffin Island.
Puffin Island ou Ynys Seiriol est une île inhabitée située au large d'Anglesey, dans le nord du pays de Galles. Dans le passé, elle a également été appelée Priestholm en anglais et Ynys Lannog en gallois.

## Géographie
Puffin Island est située au large de la côte orientale d'Anglesey, au nord de l'extrémité du détroit du Menai. Sa superficie est de 0,28 km2, ce qui fait d'elle la neuvième plus grande île du pays de Galles. Elle culmine à 59 m au-dessus du niveau de la mer.
L'île se compose de calcaire du Carbonifère.

## Histoire
Le nom gallois de l'île fait référence à Seiriol (en), un prince gallois du début du VIe siècle entré en religion qui aurait fondé un ermitage sur l'île pour y terminer sa vie. D'après les Annales Cambriae, le roi de Gwynedd Cadwallon ap Cadfan est assiégé sur cette île (que ce texte appelle Glannauc) par les Northumbriens vers 630.
Durant sa traversée du pays de Galles en 1188, Giraud de Barri visite la région et mentionne l'existence d'une communauté d'ermites sur l'île. Il rapporte que leurs provisions sont systématiquement détruites par une infestation de souris lorsqu'ils se querellent entre eux, mais qu'elles restent intouchées lorsqu'ils vivent en bonne entente. Deux chartes du roi Llywelyn le Grand de 1221 et 1237 confirment la possession de l'île aux chanoines réguliers du monastère de Penmon (en), sur Anglesey.
L'établissement monastique de Puffin Island ne subsiste qu'à l'état de ruines, qui constituent un monument classé de grade I depuis 1968. Elles comprennent notamment la tour centrale d'une église du XIIe siècle.

## Faune et flore
Puffin Island constitue une zone de protection spéciale. Elle abrite l'une des plus importantes colonies de grands cormorans du Royaume-Uni (776 couples dénombrés en 1996), ainsi que des guillemots, des petits pingouins, des cormorans huppés et des mouettes du genre Rissa. Les macareux moines (puffin en anglais), qui ont donné leur nom à l'île, ont vu leur population diminuer dramatiquement à la suite de l'introduction accidentelle du rat brun sur l'île, probablement à la fin du XIXe siècle. Ces rats semblent avoir été éradiqués à la suite d'un programme d'empoisonnement mené par le Countryside Council for Wales (en) à partir de la fin des années 1990, ce qui a permis au nombre de macareux moines de croître à nouveau.
Outre les rats, Puffin Island a également longtemps abrité des lapins, mais la myxomatose les a fait disparaître de l'île. Leur disparition a permis à la végétation de proliférer, en particulier le sureau noir. D'autres plantes occupent le sol de l'île, dont la fétuque rouge, le dactyle pelotonné, la grande ortie, la ronce commune et le maceron.